# Sumberejo (Pagar Merbau)
Sumberejo is een bestuurslaag in het regentschap Deli Serdang van de provincie Noord-Sumatra, Indonesië. Sumberejo telt 3903 inwoners (volkstelling 2010).